# 金梅路
金梅路，是中国安徽省合肥市的一条东西向干道，东至北城新区合蚌客运专线西侧，西起岗集镇 合淮路，全长9.9公里，为合肥三环路的组成部分。岗集镇境内亦可称万安路。金梅路经过阜阳北路、蒙城北路、魏武路等道路，沿路有安徽万安工业园、长丰县华城小学、北城力高学校、长丰县双凤明德小学、合肥厚德中学、双凤医院等。